# Maquis de Saint-Mards-en-Othe
Durant la Seconde Guerre mondiale, en France, le maquis de Saint-Mards-en-Othe est un maquis situé au bois de Villiers, à côté du bois de l'Alleu, dans l'Aube en France (à un peu plus de 25 kilomètres de Troyes, et à 20 kilomètres de Saint-Florentin), recentré en juin 1944 à La Lisière-des-Bois, hameau de Saint-Mards-en-Othe.
Les Allemands, après le débarquement de Normandie du 6 juin 1944, cherchent à éradiquer les maquis, craignant la menace qu'ils représentent pour les lignes de communication et de ravitaillement de leurs armées s'opposant à l'avance des Alliés. L'attaque du maquis de Saint-Mards, le 20 juin 1944, figure parmi les premiers actes de ratissage des maquis dans cette région ; la forêt d'Othe aussi bien auboise qu'icaunaise étant une plaque tournante de la Résistance  intérieure française.

## Formation des maquis
À la fin des années 1930 bien avant le remembrement, le Pays d'Othe est une région naturelle de France de collines boisées, et bloc crayeux qui s'étire sur 60 km de long  et 20 km de large, et dont le point culminant est de 288 mètres à Maraye-en-Othe . C' est un pays rural, peu densément peuplé abritant une population essentiellement agricole pratiquant une polyculture où les labours céréaliers s’accompagnent de vergers, de pommiers à cidre, d’élevage bovin et de betteraves à sucre, « À la ville » les usines textiles sont à Estissac, et surtout à Aix-en-Othe capitale du Pays d'Othe. 
Dans ce pays boisé et enclavé, |la guerre voit les besoins en bois augmenter pour le chauffage et pour l'alimentation des automobiles fonctionnant au gazogènes. Sur ces terres restées à l'écart des axes de communication, la Résistance est bien présente : réunions, entrepôts de tabac clandestins... En outre, le tissu forestier a la capacité de protéger les maquisards des repérages aériens de la Luftwaffe.
Avec l'instauration du service du travail obligatoire (STO) par la loi du 16 février 1943, la Résistance prend enfin corps et les premières actions ont lieu principalement, à partir de la ferme de Gabriel Couillard ; ferme sur le territoire de La Lisière des bois, hameau de Saint-Mards-en-Othe (au hameau des Boulins, Ernest René Ménessier est arrêté le 26 septembre 1943, le maquis des Boulins étant sous les ordres des lieutenants Collot et Flamand,,,, et au hameau La Perrière de Maraye-en-Othe ; à Vauchassis ; à Bucey-en-Othe) 
Des parachutages avaient eu lieu près de Troyes à Rouilly-Saint-Loup, à Prugny ; des résistants avaient été arrêtés. En 1943, un responsable résistant, Édouard Baudiot dit Marius, cultivateur à Torvilliers, ne se fait pas prendre, il est alors chargé par Jean Moulin de chercher d'autres endroits où parachuter : la région de Saint-Mards-en-Othe est finalement choisie comme nouveau lieu de parachutage. Baudiot fait la connaissance de Gabriel Couillard dit Bihel et de Fernand Ibanez dit Nando (clandestin dès 1940, il participe activement à la structuration de la résistance en Pays d'Othe). La ferme des Couillard à la Lisière-des-Bois sert beaucoup à la Résistance qui s'organise peu à peu en maquis. Les premiers maquisards arrivés appartiennent surtout au Bureau des opérations aériennes (BOA). Le premier maquis se trouve au lieu-dit « le Petit Pommier d'Argent » ; un deuxième, dans les bois communaux de Saint-Mards-en-Othe au bout d'un terrain de parachutage puis un troisième dans le Bois de Villiers près de Maraye-en-Othe et à la fin les deux maquis [St-Mards et Villiers] sont regroupés au début de juin 1944 car il y a des « mouches »  qui risquent de les dénoncer. Ce maquis est alors dirigé par Jean-Marie Raynaud, dit Francœur qui est responsable régional du BOA.
Les maquis ne sont pas « fixes » : ils sont temporaires. Les maquisards dormant dans des lits de feuillages et de branchages investissent la forêt ; et l'intendance est assurée par ceux restés aux villages et aux fermes. Quant aux soins, un médecin résistant, Bardin, d'Aix-en-Othe se déplace. Le BOA retient alors trois terrains autour de Saint-Mards-en-Othe (au Champion, à La Lisière des Bois, à Vaucouard) faciles d'accès, plats, larges de 200  à   250 mètres et longs de 500  à   800 mètres, entourés de bois pour se dissimuler. Dix-sept parachutages sont effectués en tout soit 45 tonnes de matériel. À chacun d'eux correspond une phrase code, annoncée à la radio, confirmée ensuite le soir, et désignant le lieu choisi pour l'opération du jour. Le contenu des containers est distribué entre la forêt d'Othe, Troyes et Paris. Ils sont envoyés à Paris, dans des carmions des Ponts et Chaussées, et aussi de la Compagnie des Grands Moulins.
Il était interdit de redistribuer du matériel aux francs-tireurs et partisans pour des raisons d'appartenance politique mais parfois, les dirigeants du BOA donnaient du matériel à leur voisin bourguignon (Baudiot et Francœur refusent de suivre les directives du Bureau central de renseignements et d'action (ou B.C.R.A.) interdisant de fournir des armes aux F.T.P) Saint-Mards-en-Othe est un village de France avec un monument commémoratif du BOA et du FTP,
La ferme des Couillard accueille en tout seize aviateurs de différentes nationalités dont les avions avaient été abattus en mission : Australiens, Britanniques, Indiens, Américains et Canadiens rejoignent la Résistance, Quand les maquisards ne réceptionnent pas des « saboteurs » de la Royal Air Force, tel Robert Rodriguez, qui partent détruire les communications de Troyes et sa région (opération ROSE)

## Juin 1944, recentrage au Bois de Villiers et attaque allemande
Une importante activité de sabotage des voies ferrées et des dépôts d'essence de Troyes et de son agglomération avait été menée auparavant par le maquis FTP de Sevy près de Chailley dans l'Yonne. Plus tard, en 1944, Robert Loffroy veut élargir la libération de villages jusqu'à Aix-en-Othe ; il en est dissuadé à Bérulle, lors d'un entretien avec les maquisards de Saint-Mards le 7 juin 1944 ; il donne l'ordre d'évacuer les villages qui avaient été « libérés ». Mi-juin 1944, l’État-major FTP ordonne au maquis de Suy de préparer son départ pour rallier un important rassemblement en voie de constitution à Saint-Mards-en-Othe. Cent quatre-vingt maquisards quittent les bois de Sévy dans l’après-midi du 19 juin 1944. Une colonne à pied, sous la direction de Gagnière, prend la direction de Saint-Mards-en-Othe, distant d’une quinzaine de kilomètres, accompagnée de quelques véhicules, camions et voitures. En fin d’après-midi, le transfert s’achève sans que les forces allemandes ne soient intervenues, Le lendemain, à l'aube arrivent les maquisards de Rigny-la-Nonneuse. Le 14 juin 1944, le maquis du bois des Boulins à Rigny est attaqué : la ferme des Boulins est incendiée mais la quasi-totalité des hommes réussit à rejoindre le maquis de Saint-Mards,.

Carte de l'attaque du maquis, le 20 juin 1944 (Cliquer pour agrandir).

Le Sipo-SD troyen et ses agents français montent une opération contre le maquis. Grâce à ses age9nts français, les Allemands connaissent l'emplacement des maquisards, et leurs forces. Les rénégats Pigné, Debeaune et Kerseck guident les troupes. Le 20 juin 1944 au matin, une colonne allemande composée de prisonniers de guerre ukrainiens et russes volontaires, commandés par quelques officiers SS monte à l'assaut du maquis : 237 maquisards BOA et FTPF font face à plus de mille soldats. Le maquis occupe une position forte, une colline avec un grand bois, des prés et des champs tout autour du mamelon. Il possède fusils, fusils-mitrailleurs, mitraillettes, mitrailleuses, grenades et, ce qui est exceptionnel, neuf bazooka et dix-sept torpilles. Ces hommes vont se battre de sept heures trente du matin à six heures du soir.
Les premiers éléments allemands arrivent par la route de Maraye-en-Othe, surprennent six maquisards et en tuent quatre. Un autre détachement venu de la Belle Fayte tue six maquisards parmi lesquels l’Anglais George Mamoutoff dit Léon,, lieutenant SAS qui se fait tuer sur son fusil-mitrailleur Bren pour couvrir le repli. Aux alentours de huit heures trente, une seconde colonne motorisée venant par la route de Vosnon, se déploie sur la colline pour prendre le maquis en tenaille. Ils sont accueillis par un feu nourri du poste de garde de Montaigu, les obligeant à reprendre l'attaque par leur chemin de Cortillat où ils installent leur poste de commandement. Très vite, le combat devient inégal, les maquisards étant inférieurs en nombre. Ordre est donné de se replier. Les Ukrainiens et Russes rampent sans bruit avec des feuillages sur leur casque pendant que, 100 mètres derrière, d'autres arrivent en hurlant. C'est pour ça qu'il y a eu autant de tués. Au soir, 27 résistants ont été tués dont quelques blessés achevés. Le 615e Ostbataillon du major Schrade et le Sicherheitsregiment 199 de Gelling ont perdu une quarantaine d’hommes dont cinq ou six officiers. Depuis le clocher de l'église de Nogent-en-Othe des résistants sont abattus.

## Dispersion et conséquences
Les maquisards se dispersent ; certains gagnent les autres maquis F.T.P du pays d'Othe qui sont alors dispersés en petits groupes plus discrets , d'autres rejoignent Troyes , d'autres Sormery, Chaource ou encore le maquis de Montcalm à Mussy-sur-Seine
Persuadés que des résistants rescapés se cachent vers Sormery et Chailley, les Allemands vont attaquer le maquis Horteur (en cours de création) de Chailley le 23 juin. Puis, ils s'en prennent à la population civile du hameau de la Rue Chèvre de Sormery : 29 otages sont rassemblés, quatre résistants faits prisonniers sont massacrés, dont un rescapé des combats de Saint-Mards-en-Othe et le lieutenant Cormeau du maquis Horteur. Seize otages sont transférés à Auxerre. Vers 13 h 30, des camions de la Wehrmacht sont montés vers le maquis par la route de Chailley. Le maquis n’a alors d’autre choix que de décrocher au plus vite.
Des perquisitions ont encore lieu le 30 juin et le 11 juillet dans les bois de Saint-Mards-en-Othe pour mettre le feu aux cabanes montées par les maquisards. Toute la population du hameau de la Lisière des Bois est rassemblée sur la place du hameau, en qualité d'otage ; en instituant ce climat de terreur, les Allemands veulent réduire les possibilités de reformer un maquis.
Les résistants de Saint-Mards tués, sont recherchés et retrouvés mutilés, crâne défoncé, parties génitales coupées, couchés face contre terre. Ils sont enterrés clandestinement : « Dès le 21 juin, les habitants de La Lisière-des-Bois et de Saint-Mards sont allés dans la forêt pour se rendre compte de l’importance du massacre. Ils ont attendu la nuit pour regrouper les corps et les ensevelir ensemble après avoir mis un bracelet avec leur nom au bras de ceux qui furent identifiés le jour même ».

## Mémoire
Un monument est érigé sur la route de la Mivoie, commémorant l'attaque de juin 1944. Inauguré le 22 juin 1947, c'est un monument vertical en pierre calcaire blanche, une inscription surmontée d'une croix de Lorraine : « Aux morts du Maquis de Saint-Mards-en-Othe / Les BOA et FTPF / 20 juin 1944 ». Deux bas-reliefs latéraux complètent l'ensemble, représentant deux scènes de maquisards au combat, sur lesquels descendent les parachutes qui se balancent dans le ciel.
Le hameau de La Lisière des Bois reçoit une citation nationale et la Croix de guerre avec étoile de bronze.
À l'initiative de Fernand Ibanez et du comité du Pays d'Othe de l'ANACR (Association nationale des anciens combattants et résistants) un « chemin de la mémoire » est créé qui part de Nogent-en-Othe, et va sur les lieux du maquis
En juin 2015, un 26e nom est gravé sur le monument de la Mivoie, celui de Charles Elies,, parmi les deux noms inconnus.
Gilbert Couillard  qui fut résistant du maquis de Saint-Mards-en-Othe et son fidèle historiographe est mort au mois d'août 2018. Selon sa volonté, ses cendres ont été dispersées en forêt d'Othe, sur le lieu du poste de commandement du maquis.
Fernand Ibanez meurt le 24 septembre 2020. Ses cendres sont dispersées autour du monument de la Mivoie,,.
La rue principale de Saint-Mards-en-Othe porte les noms de Gabriel et Marguerite Couillard.